# Aymerigot Marchès
Aymerigot Marchès (Aimerigo Marchès en occitan), aussi nommé dans les chroniques du temps Mérigot Marchès ou chez Froissart Aymerigot Marcel, né vers 1360 aux confins du Limousin et de l'Auvergne, est un célèbre mercenaire — à qui on donnait alors le nom de « routier » — au service du royaume d'Angleterre. Son histoire occupe quatre chapitres des Chroniques de Jean Froissart.

## Biographie
Mérigot Marchès, né dans le château de Beaudéduit (simple relais de chasse) à quatre lieues de Limoges, est le fils d'un petit seigneur limousin qui « lequel chastel tenait [...] en foi et hommage de l'évêque de Limoges ». À l'âge de dix ans, son père le donna « à messire Thomas de Roux, chevalier, tenant le parti d'iceux Anglais » qui le garda trois ans puis le donna « à messire Goussier Helias, chevalier, [...] tenant le parti d'iceux Anglais »
Au cours de la guerre de Cent Ans, Marchès se met à la solde du royaume d'Angleterre. À la tête d'une grande compagnie, il sème la terreur durant des années et occupe notamment le château de La Roche-Vendeix, près de La Bourboule, d’où il commença à rançonner les environs. 
Plusieurs histoires locales indiquent sa grande activité en Limousin à Châtelus-le-Marcheix ou La Jonchère-Saint-Maurice. Marchès était un fidèle du redouté Geoffroy Tête Noire. Il occupe le château d'Alleuze, non loin de Saint-Flour, et mène de nombreux raids aussi bien en Haute qu'en Basse-Auvergne,.
Alerté par les seigneurs voisins (le sire de la Tour et la comtesse Dauphine) et les habitants des méfaits d’Amérigot Marchès et de ses hommes en Auvergne et Limousin, Charles VI ordonna à Robert de Béthune, vicomte de Meaux, de le capturer. Selon Jean Froissart, le château de la Roche-Vendeix était très facile à défendre et très difficile à assiéger. Après un long siège, Marchès traversa les lignes ennemies pour chercher du secours. Le château fut pris en son absence tandis qu'il fut livré par un de ses cousins, Jean de Tournemire, au représentant du roi Jean de Blaisy. Il fut jugé et exécuté à Paris en juillet 1391.
Les registres du procès sont parmi les rares documents d’audience criminelle du Moyen Âge à nous être parvenus. Ils sont disponibles aux Archives Nationales sous le numéro Y10 531.